# Premio Compasso d'oro 1959
Il premio Compasso d'oro 1959 è stata la 5ª edizione della cerimonia di consegna del premio Compasso d'oro.

## Giuria
La giuria era composta da:
- Bruno Alfieri
- Vico Magistretti
- Giulio Minoletti
- Augusto Morello
- Giovanni Romano

## Premiazioni

### Compasso d'oro
| Designer            | Prodotto                                    | Azienda                                     | Immagine |
| ------------------- | ------------------------------------------- | ------------------------------------------- | -------- |
| Dante Giacosa       | Fiat Nuova 500                              | Fiat                                        |          |
| Sandro Bono         | Contenitore impermeabile                    | F.lli Bono Spa                              |          |
| Ambrogio Carini     | Microscopio LGt/2                           | Officine Galileo                            |          |
| Oscar Torlasco      | Genova 4053, armatura per lampione stradale | Fabbrica Apparecchi Illuminazione Greco Spa |          |
| Ettore Sottsass jr. | Olivetti Elea 9003                          | Olivetti                                    |          |
| Gino Colombini      | Spremilimoni KS 1481                        | Kartell                                     |          |

## Premi alla carriera

### Gran Premio Internazionale
- Council of Industrial Design[2]